# حرب العائلات
حرب العائلات (بالباسكية: Bando gerrak، وبالإسبانية: Guerra de los Bandos) كانت حربًا أهلية، أو بالأحرى سلسلة ممتدة من الثأرات الدموية، في الغرب من الباسك وقنطبرية وجاسكوني ومملكة نبرة في أواخر العصور الوسطى. يعتبر كتاب "Las Bienandanças e fortunas" للمؤلف لوبي غارسيا دي سالازار الذي كتب حوالي عام 1471 المصدر الأولي لهذه الحرب. اكتسبت الحرب اسمها من الشبكات الأرستقراطية للتحالفات العائلية ومتابعيهم المسلحين، المعروفين باسم "الباندوز" (الفصائل)، الذين خاضوا حروبًا دائمة من أجل السلطة والشرف عبر ثلاث ممالك. انتهت الحروب فقط مع فرض السلطة الملكية بقيادة فيرديناند الثاني من أراغون وإيزابيلا من قشتالة، الملوك الكاثوليك.

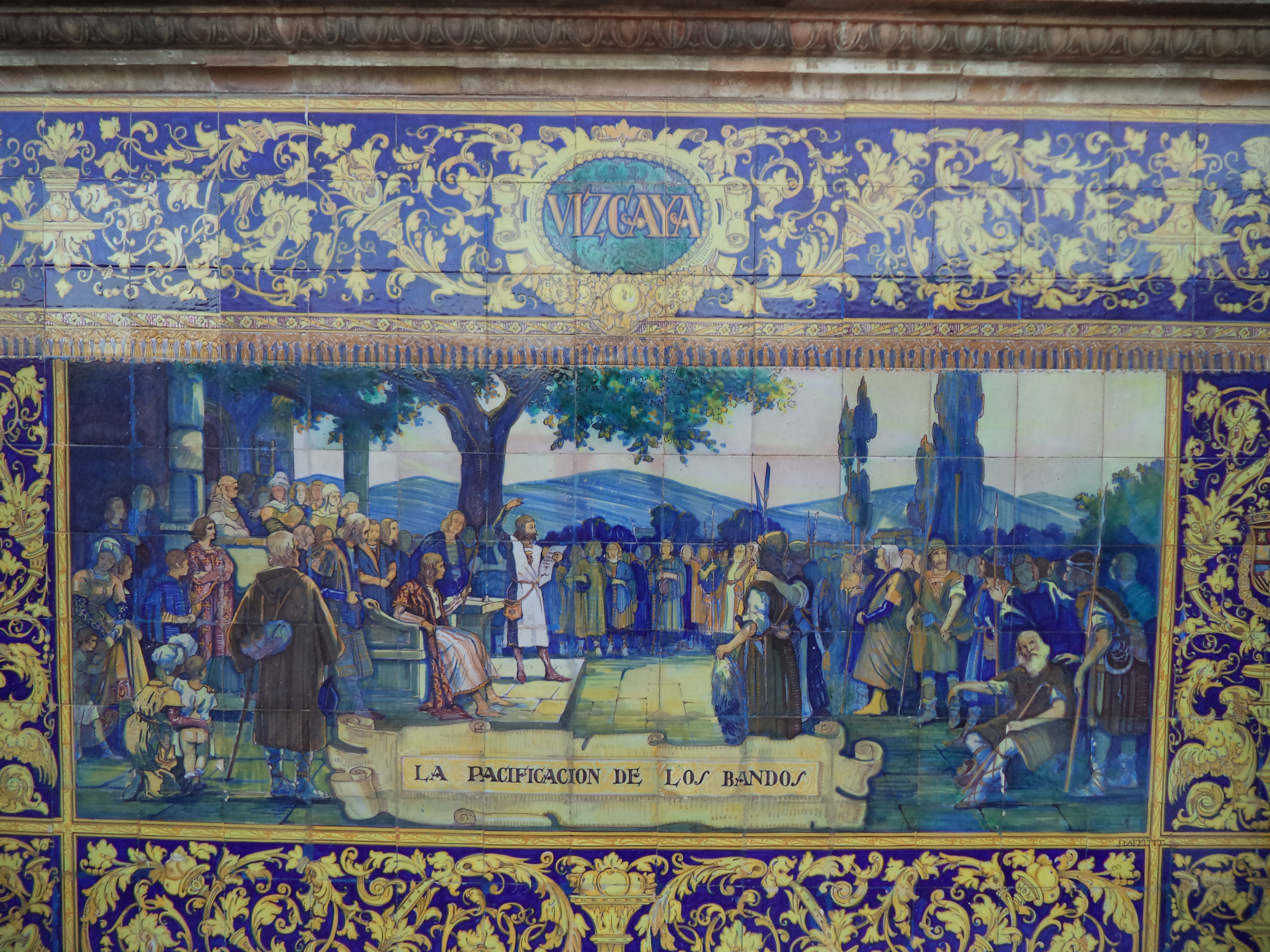
تهدئة الأطراف على بنك فيسكايا في ساحة إسبانيا في إشبيلية.

أسفرت الحروب جزئياً عن التأثير المستقرض لحرب قشتالة الأهلية والضعف السياسي الناتج عن ذلك في بيت تراستامارا. وقد أسهم في هذا التدهور حقيقة أن إقليم بيسكاي توقف بشكل فعلي عن الوجود بعد عام 1370 واندمج في كاستيلا في عام 1379. أثار صعود المدن، وخاصة بلباو وبرميو، منافسة على السلطة البلدية بين العائلات الثرية الحضرية. وكان النبلاء الأرضيين، المُنحازين في الريف المحصن بشكل كبير، يرعون الثأر الذي يعود إلى قرون.
في 1362، في مرحلة مبكرة من النزاعات، خاضت عائلتا ليجيزامون وزورباران معركة في شوارع بلباو. وتجددت المعركة مرة أخرى في سوق برميو في 1413. بعد ذلك، استمرت الاشتباكات بين الفصيلتين دون هدنة حتى عام 1433. وقد شاركت عائلة باسورتو، الذين كانوا أعداء لعائلة ليجيزامون بسبب حقوق السالمون، على جانب زورباران. كانت الحروب الحضرية أقل فتكًا من المعارك الكبيرة التي خوضت في الريف: لقد مات خمسة رجال فقط في فوضى في بلباو عام 1440، وعشرة فقط في شوارع برميو عام 1443.
في 1413، اندلعت حرب خاصة بين خوان دي سانت بيدرو من لابورد في دوقية غازكوني الإنجليزية، وبين العائلات النافارية إسبيليتا وألزاتي. بعد مقتل رئيس عائلة ألزاتي وابنه، تزوج اللورد فيرناندو من عائلة غامبوا في غيبوثكوا ابنه من ابنة ووريثة عائلة ألزاتي. نتيجة لذلك، قاد هجومًا على خوان دي سانت بيدرو للانتقام لعائلة زوجته. خسر وقتل، ومات 150 رجلًا في المعركة.
حوالي عام 1420، قامت عائلة غامبوينو بتوسيع النزاعات مع هجوم ليلاً على عائلة أوناز، أيضًا من غيبوزكوا. في عيد الميلاد، تم إشعال منزل عائلة أوناز ومات رئيس العائلة وتسعة آخرون في الحريق. ثم دمرت أراضي عائلة أوناز على يد غامبوينو وحلفاؤهم، ولكن حلفاء عائلة أوناز دافعوا عنهم. من بين هؤلاء، هاجمت عائلة ليزكانو العائلة المتحالفة مع غامبوينو وقتلت قائدها. مع نهاية هذه الحرب الصغيرة.